# Neoclytus longipes
Neoclytus longipes es una especie de escarabajo longicornio del género Neoclytus, tribu Clytini, subfamilia Cerambycinae. Fue descrita científicamente por Drury en 1773.

## Descripción
Mide 7-21 milímetros de longitud.

## Distribución
Se distribuye por Estados Unidos y Jamaica.